# Tigzirt
Tigzirt es un municipio (baladiyah) de la provincia o valiato de Tizi Ouzou en Argelia. En abril de 2008 tenía una población censada de 11 962 habitantes.
Se encuentra ubicado al norte del país, en la región de Cabilia, a poca distancia de la costa del mar Mediterráneo y al este de Argel.

## Etimología
Su nombre deriva de la palabra cabilia para 'isla': Tigzirt.

## Historia

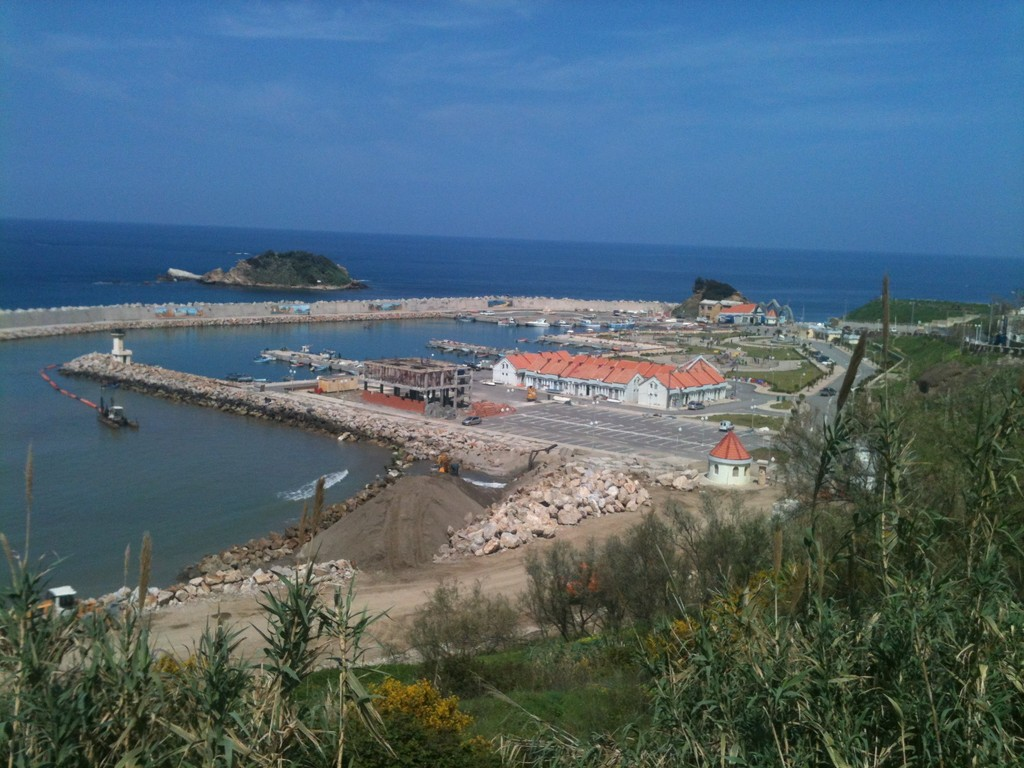
Panorámica del puerto de Tigzirt.

La ciudad de Iomnium fue establecida como colonia fenicia en una pequeña península, fácilmente defendible y con gran actividad comercial en forma de trueque. Bajo los romanos, Iomnium, una pequeña ciudad portuaria, se desarrolló y se convirtió en municipio, prosperando bajo los Antoninos y los Severos. Quedan restos de un templo del siglo III, dedicado al genio de la colonia y una basílica cristiana de los siglos V y VI.